# Navadna pšenica
Navadna pšenica, žargonsko tudi mehka pšenica (znanstveno ime Triticum aestivum), je gospodarsko najpomembnejša vrsta pšenice v Srednji in Zahodni Evropi. Genetsko je spontani heksaploid.
Po strukturi endosperma razlikujemo predvsem dva tipa: kleno in moknato navadno pšenico. Klena pšenica ima trd, zbit endosperm sive barve in je primerna za peko kruha in pripravo testenin, moknata pšenica pa ima moknat, drobljiv endosperm bele barve. V uporabi sta tudi žargonska izraza trda pšenica za kleno in mehka za moknato, vendar je njuna raba zaradi mogoče zamenjave z vrstnimi imeni odsvetovana.
Na območju nekdanje Jugoslavije je bila razširjena Triticum aestivum (L.) ssp. vulgare M. K. in naslednji kultivarji: zlatna dolina, novo zlatno, zlatoklasa, partizanka, NSR-2, kragujevačka 56, libellula, marinka, leonardo, kavkaz, sava, goranka, planinka ...  Danes so mnoge sorte že opuščene, npr. marinka.